# Ammogarypus kalaharicus
Ammogarypus kalaharicus är en spindeldjursart som beskrevs av Beier 1964. Ammogarypus kalaharicus ingår i släktet Ammogarypus och familjen gammelekklokrypare. Inga underarter finns listade i Catalogue of Life.